# Ortalis wagleri
Ortalis wagleri е вид птица от семейство Cracidae.

## Разпространение
Видът е разпространен в Мексико.